# Isla Spirkin Oseredok
Spirkin Oseredok (del kazajo: Спиркин Осерёдок) es una isla baja y plana en el mar Caspio. Se encuentra al este de la desembocadura del Volga.
Spirkin Oseredok está separada de la costa de Kazajistán por un canal de 700 m de ancho. Tiene una longitud de 5.2 km y una anchura máxima de 3.9 km. Administrativamente la isla está bajo la jurisdicción de la provincia de Atyrau.
Zhanbay de Aral, una de las mayores islas de la zona, se encuentra a 10 km al suroeste.